# Buczynowa Przełęcz
Der Buczynowa Przełęcz (dt. „Buczynowa-Pass“ oder „Buczynowa-Scharte“, auch: Buchentalscharte) ist ein Gebirgspass im Süden der polnischen Woiwodschaft Kleinpolen in der Hohen Tatra. Der Pass liegt auf der Grenze der Gemeinden Poronin und Bukowina Tatrzańska auf dem Ostgrat des Massivs der Świnica (Seealmspitze) und verbindet das Tal Dolina Pańszczyca mit dem Tal Dolina Buczynowa. Der Pass ist 2127 m n.p.m. hoch und grenzt an die Gipfel Wielka Buczynowa Turnia (Großer Buchentalturm) sowie Mała Buczynowa Turnia (Kleiner Buchentalturm).

## Tourismus
Ursprünglich führte der Höhenweg Orla Perć (Adlerweg) über den Pass. Er wurde jedoch aus Sicherheitsgründen verlegt.

## Erstbesteigung
Der Pass wurde 1900 vom Pfarrer Walenty Gadowski zum ersten Mal bestiegen.